# Лопес Алькаиде, Роберто
Роберто Лопес Алькаиде (исп. Roberto López Alcaide; род. 24 апреля 2000, Сарагоса, Арагон) — испанский футболист, вингер клуба «Леганес».

## Клубная карьера
Лопес — воспитанник клуба «Реал Сосьедад». 14 января 2019 года в матче против «Эспаньола» он дебютировал в Ла Лиге.